# El Bolsón
El Bolsón é uma cidade argentina localizada na região patagônica, no extremo sudoeste da província de Rio Negro, e em meio de uma paisagem de montanhas, bosques de coníferas, rios e lagos.
Se encontra ao pé do Cerro Piltriquitrón (que em língua mapuche significa "colado nas nuvens"), em um profundo vale de origem glaciar orientado de norte para sul, cuja base cercada pelos rios Azul e Quemquemtreu está a 337 m.

## Ligações Externas
- Municipalidade
- Informação sobre El Bolsón
- El Bolsón